# Fort de Loyasse
Le fort de Loyasse est un fort construit entre 1836 et 1840. Il se situe actuellement dans le 9e arrondissement de Lyon et fait partie de la première ceinture de Lyon.

## Histoire

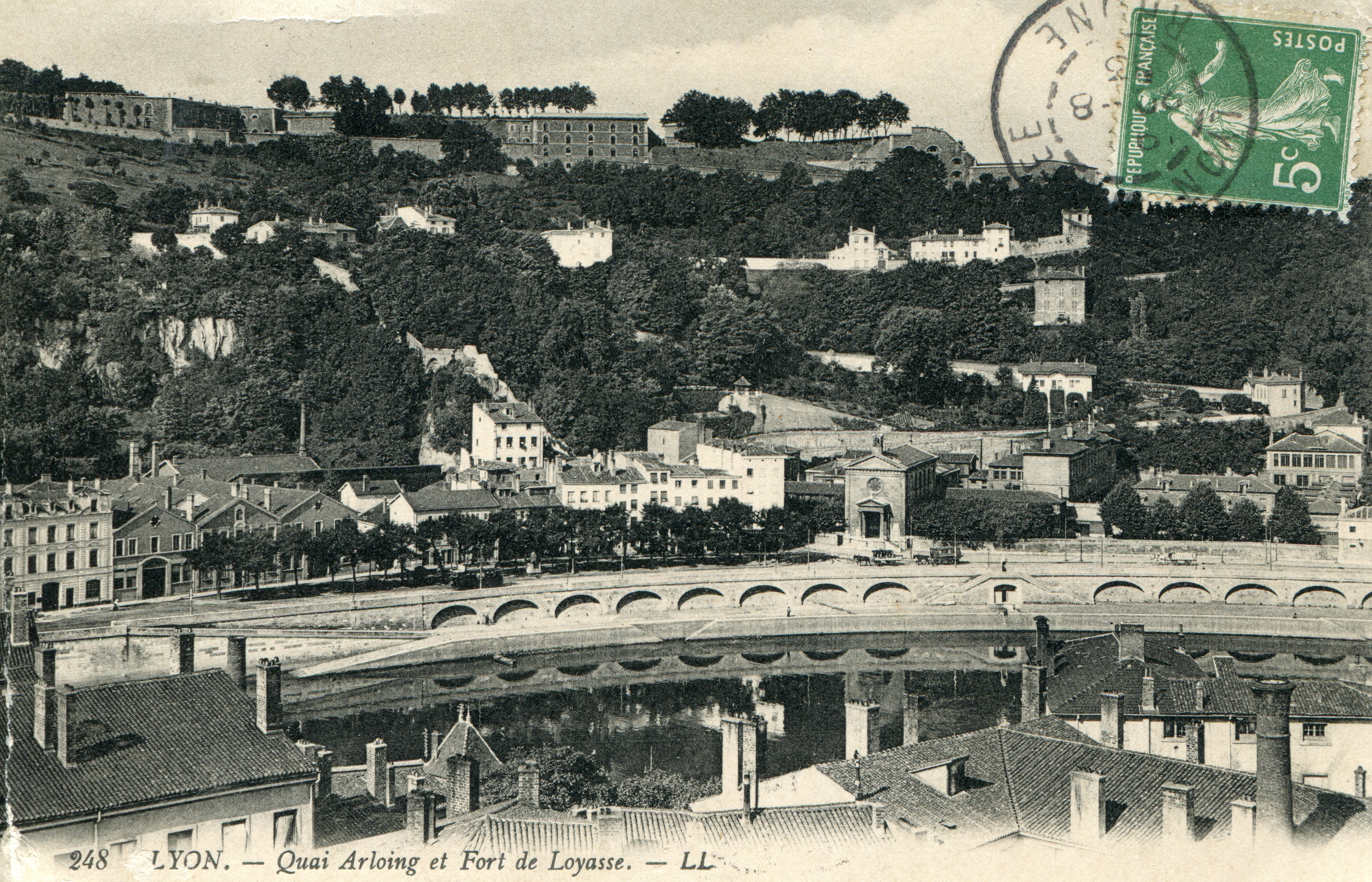
Le fort de Loyasse sur une carte postale du début du XXe siècle.
Derrière les maisons vers la gauche, les restes de l'éperon qui portait le château de Pierre Scize.

Construit de 1836 à 1840 à la suite de la révolution de juillet et les craintes d'une invasion de la France par l'Autriche, le fort de Loyasse intègre la première ceinture de Lyon et est destiné à protéger la ville de l'envahisseur venant de l'est. Ce fort et celui de Vaise sont situés sur l'ancienne enceinte de la Py.

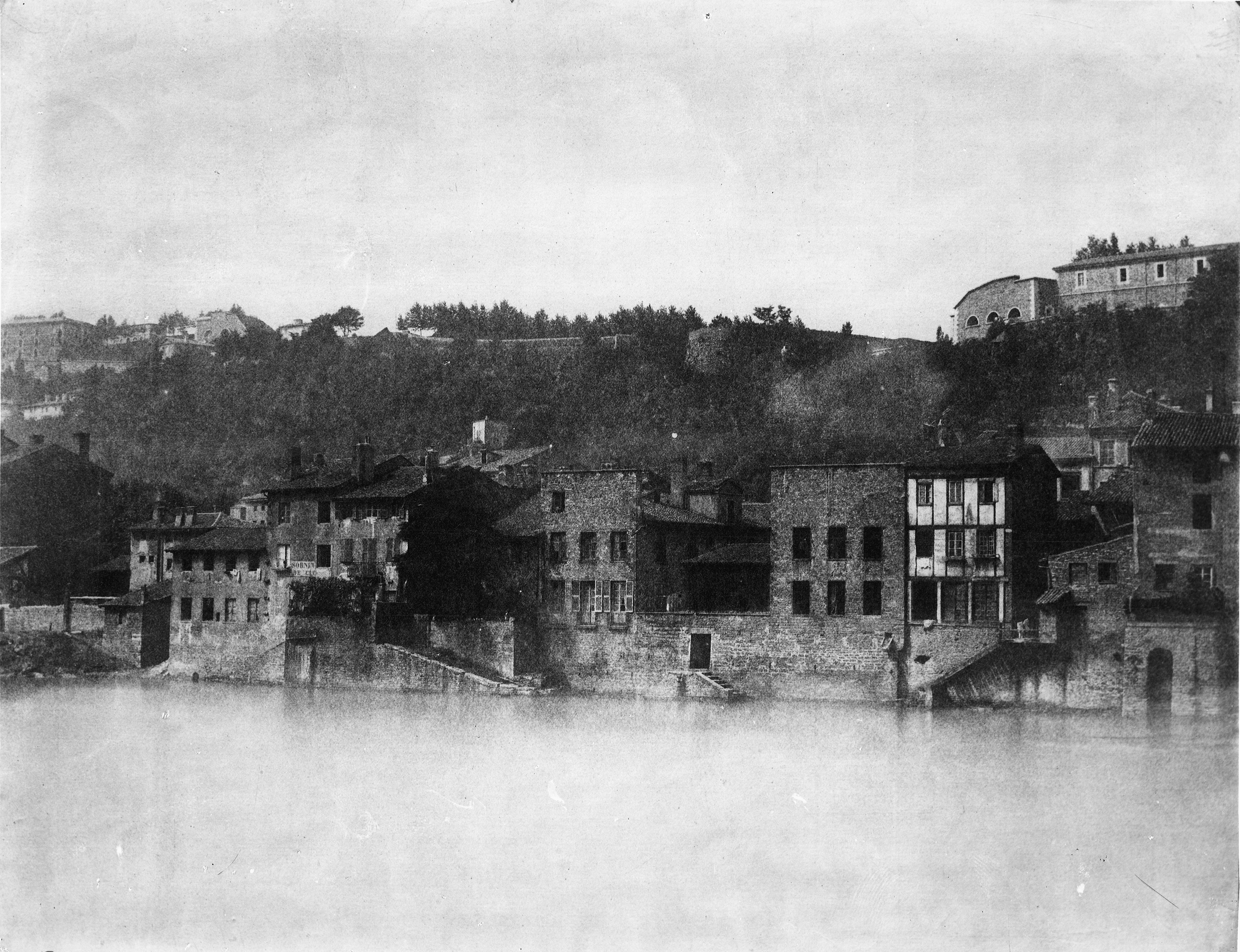
Les forts de Vaise et de Loyasse en 1852.

À la suite de l'invention en 1858 du canon rayé remplaçant le canon lisse, allongeant la portée des projectiles à 2 500 m, et la mélinite remplaçant la poudre à canon en 1885, augmentant la déflagration des explosions, les forts de cette génération deviennent obsolètes.
Il sert lors de la Première Guerre mondiale en tant que dépôt pour prisonniers de guerre ; lors de la Seconde Guerre mondiale, il est occupé par les Allemands. Le fort est totalement déclassé militairement le 15 octobre 1947. Lyon acquiert en 1949 les terrains du fort aux enchères pour la somme de 1 200 000 francs et se sert des fossés comme entrepôt de voirie, du glacis pour aménager des jardins familiaux. Les souterrains servirent temporairement de champignonnière.
Une caserne du fort est détruite dans les années 1960 pour élargir la montée de l'Observance ; une partie des fossés permet la construction du boulevard reliant le nouveau quartier de l'Observance à celui de Vaise en 1961.

## Architecture
À la différence de beaucoup d'autres fort de la première ceinture, cet ouvrage est réalisé comme un fort de montagne : les glacis autour du fort sont très inclinés.
Le fort était constitué de deux plates-formes superposées le long de la pente :
- sur la partie basse, le front d'attaque composé de trois bastions ;
- sur la partie haute, deux bastions et un cavalier ;
- entre les deux se trouvaient deux casernes, magasins, puits, latrines et le magasin à poudre.

La portée utile des canons à âme lisse de ce fort était de 1 200 m.

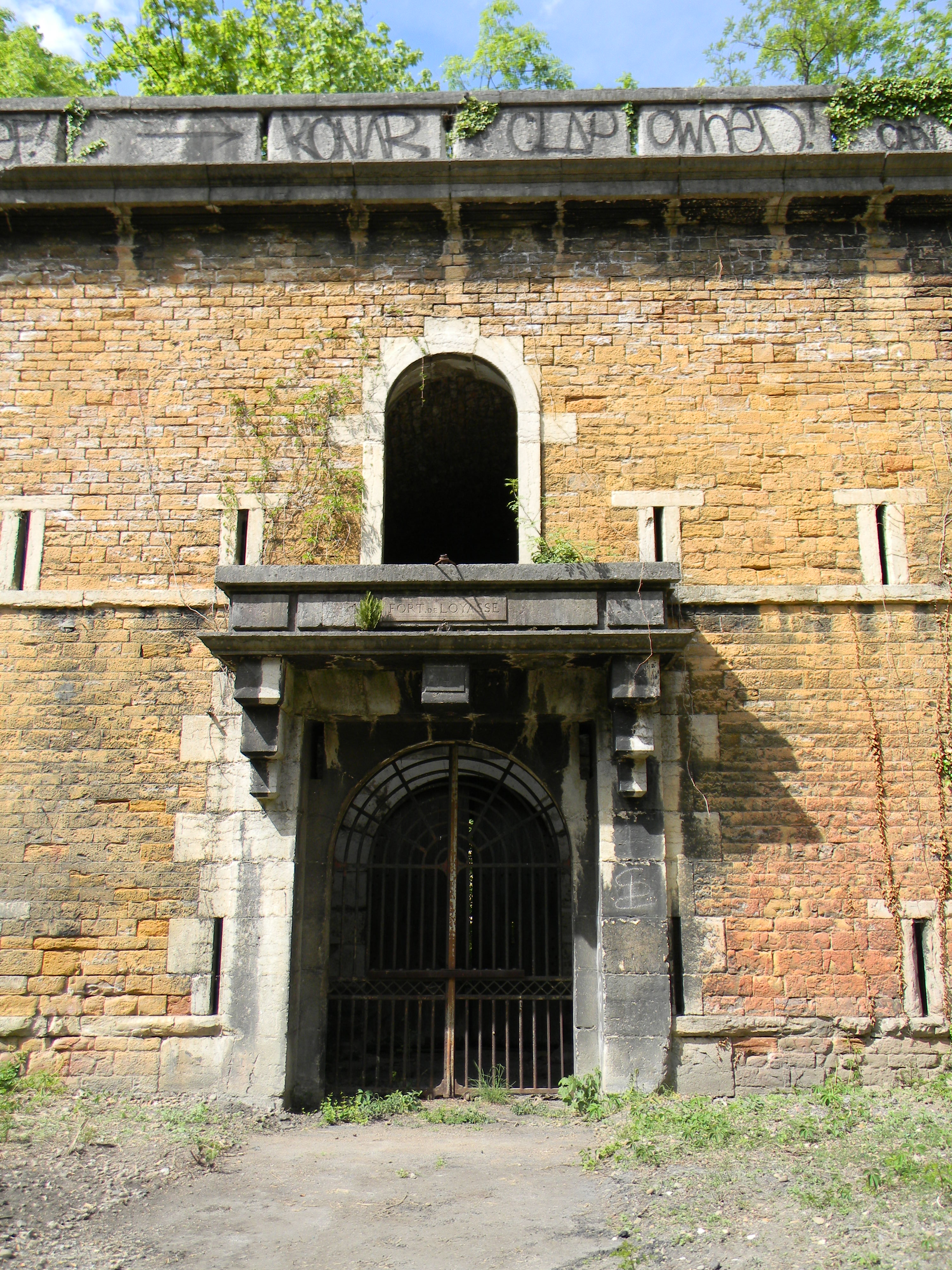
Entrée du fort
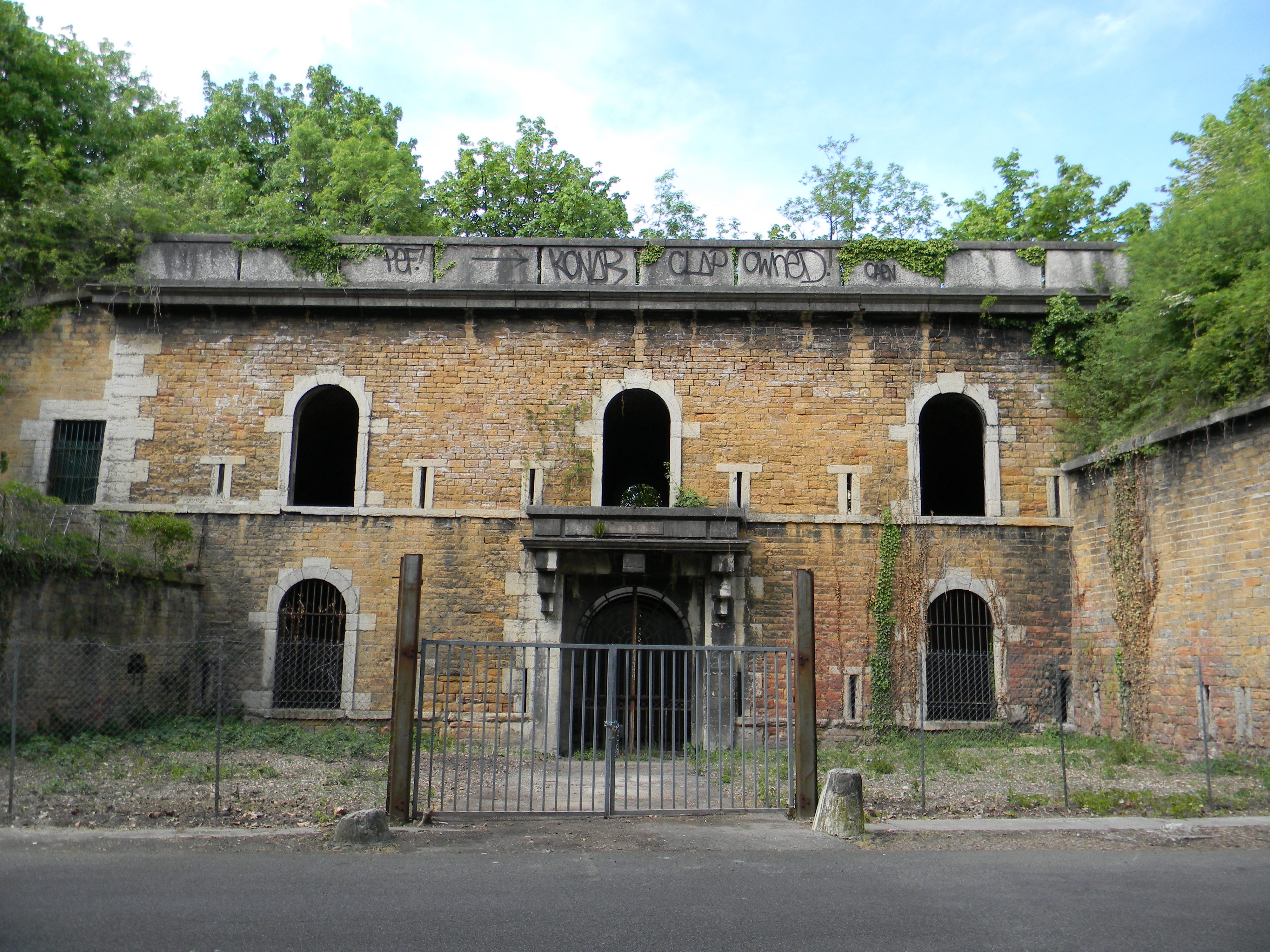
La caserne du cavalier
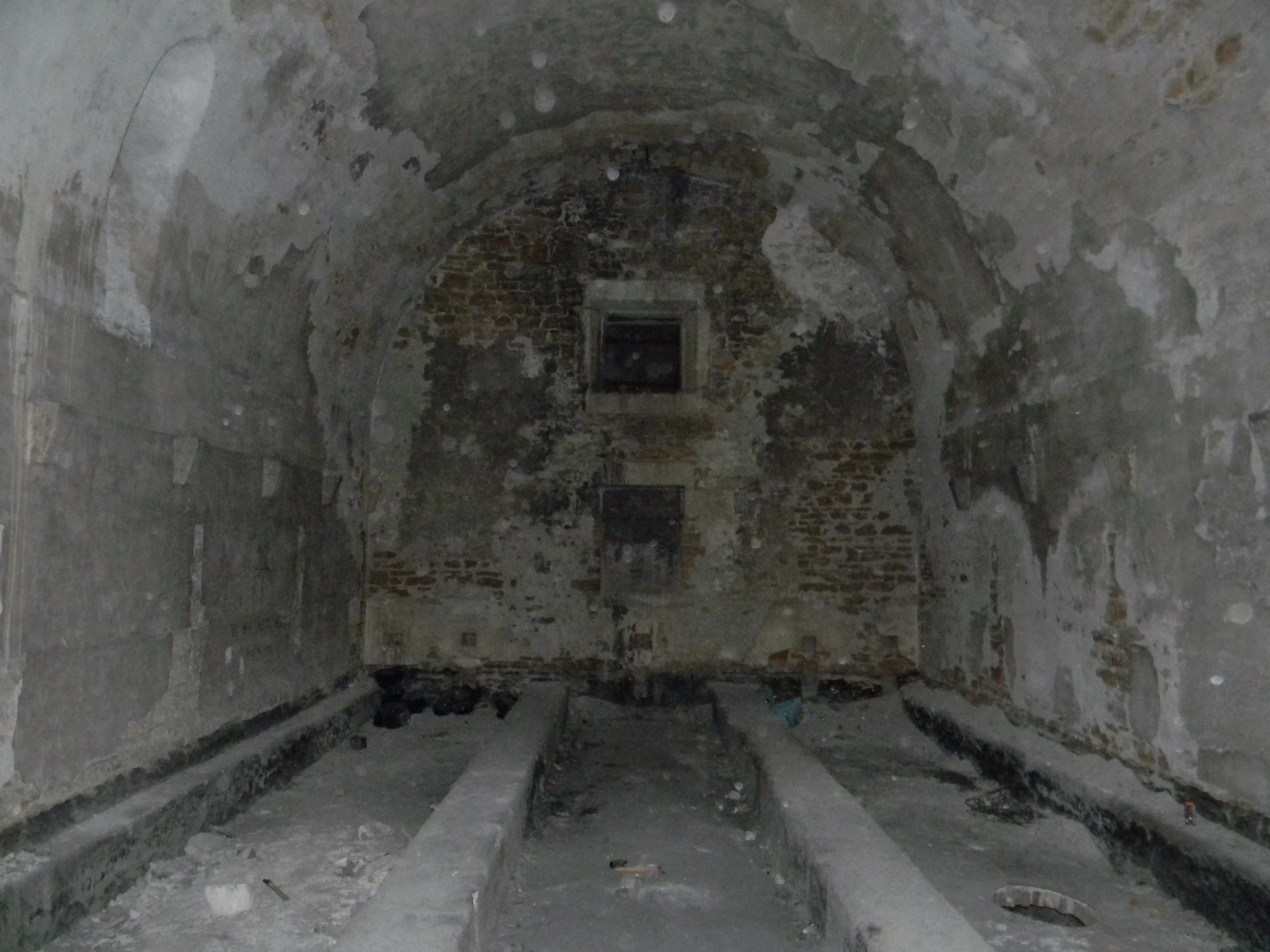
Vue intérieure du magasin à poudre
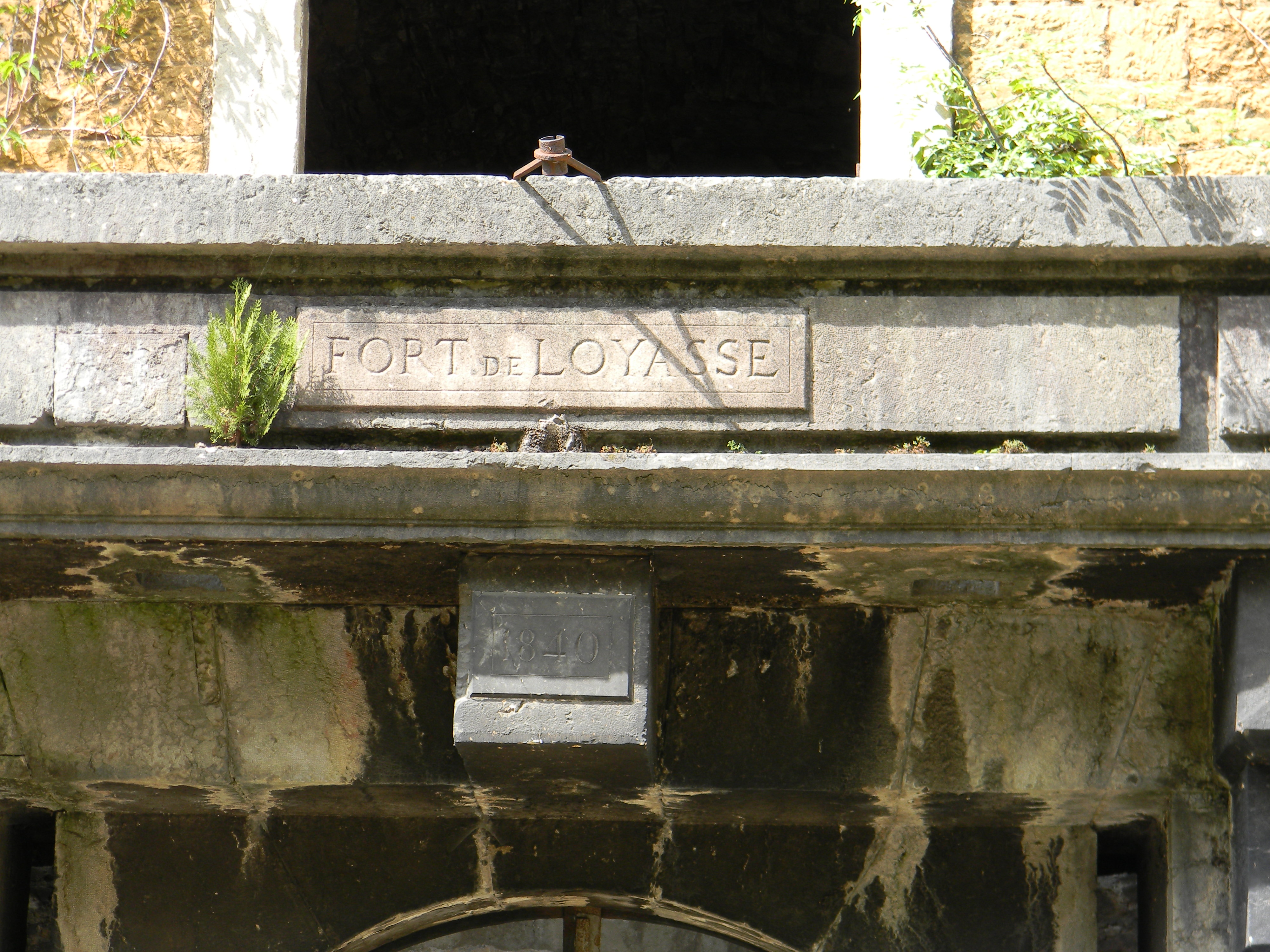
Année d'achèvement et fronton
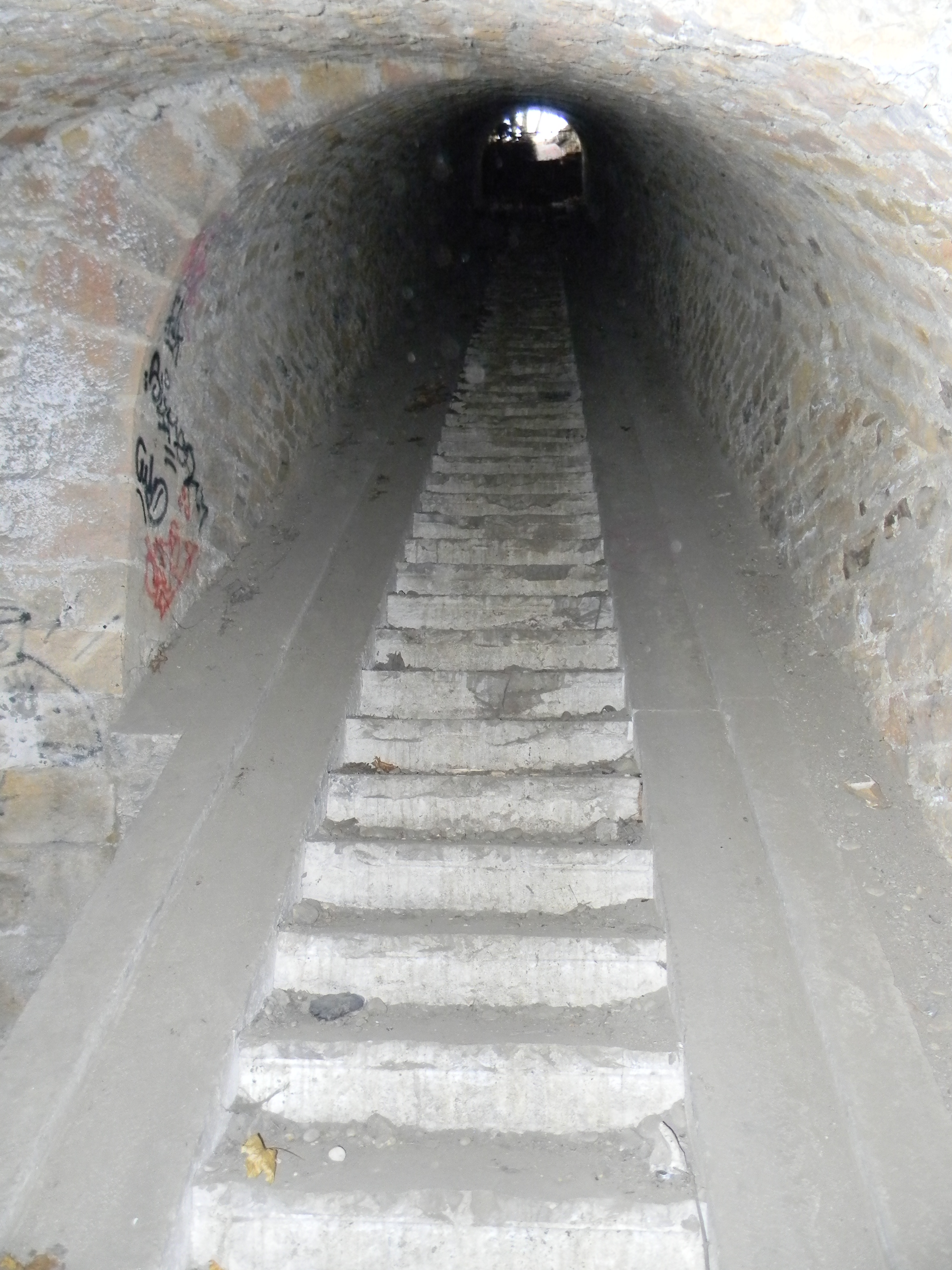
Un escalier avec rampes pour le passage de pièces d'artillerie

## Altimétrie

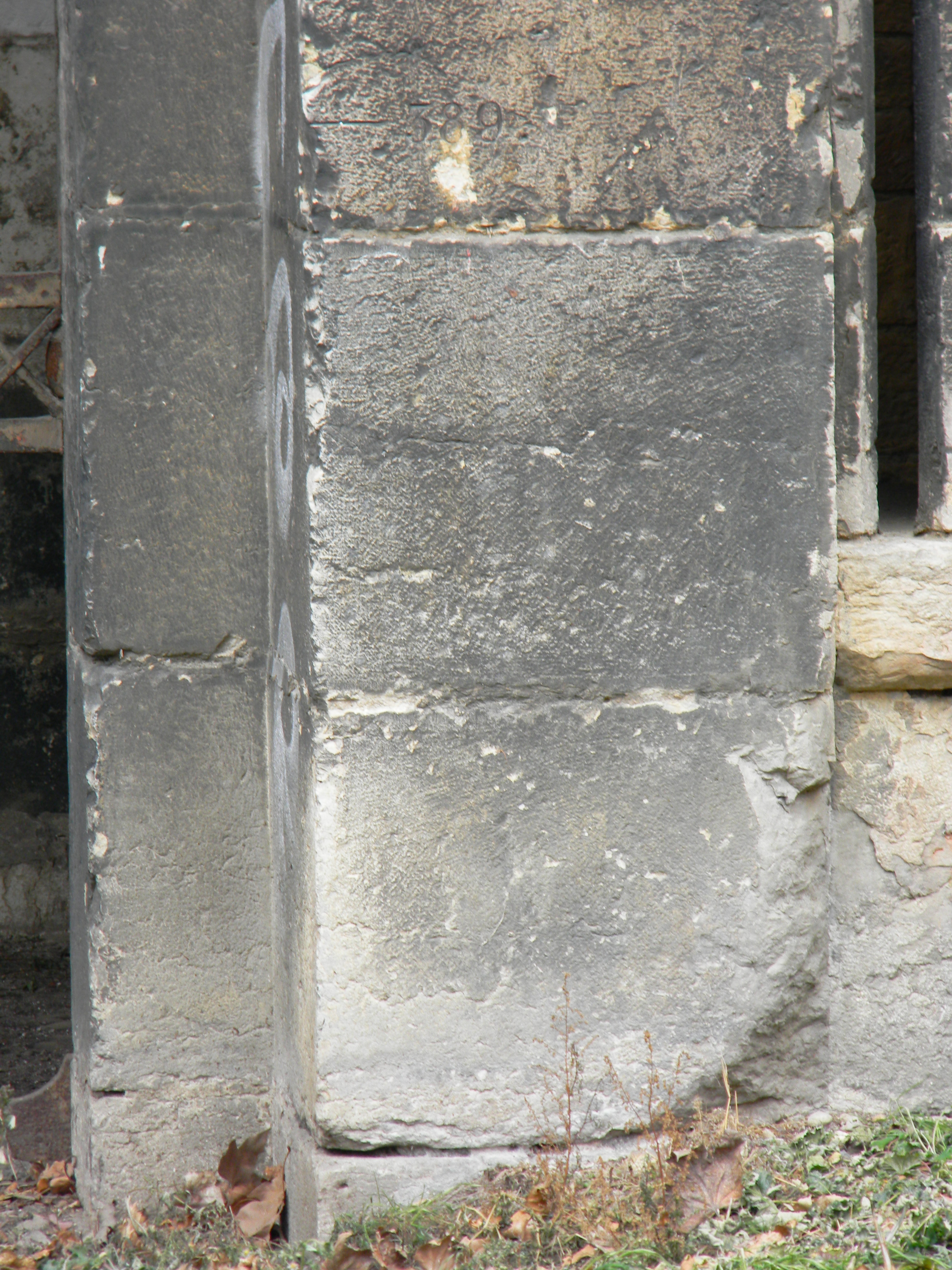
Altitude présentée à l'entrée du fort (389).

Dans la partie basse droite de l'entrée du fort Saint-Irénée se voit gravé le nombre 380 précédé d'un trait horizontal placé à un mètre du sol, il s'agirait de l'altitude en pieds qui avait pour référence une règle située sur le quai de Saône, à proximité du pont Bonaparte.
Ce mode de calcul est inapplicable pour le nombre gravé sur l'entrée du fort de Loyasse (389) car le fort de Saint-Irénée est plus haut (une plaque de l'IGN indiquant 280 m) que celui de Loyasse (271 m). Une étude menée par l’ASSIL (ASsociation des SItes de Loyasse) démontre que le nombre inscrit n'est pas en pieds, mais il s'agirait plutôt d'une altitude négative par rapport à un point haut, calculé à 660 m, correspondant peut-être au fort du Mont-Verdun placé à 625 m.
Pour étayer cette thèse, d'autres mesures ont été prises par les membres de cette association avec les ouvrages comportant une inscription de ce type ; l'addition des altitudes gravées et relevées grâce à l'IGN, que ce soit par la présence d'une plaque ou à partir d'un plan, indique toujours 660 m.
| Nom du fort            | Inscription | Altitude IGN | Inscription + Altitude IGN |
| ---------------------- | ----------- | ------------ | -------------------------- |
| Fort de la Vitriolerie | 493 m       | 167,125 m    | 660 m                      |
| Fort de Vaise          | 450 m       | 210 m        | 660 m                      |
| Fort de Loyasse        | 389 m       | 271 m        | 660 m                      |
| Fort Saint-Irénée      | 380 m       | 280,173 m    | 660 m                      |
| Lunette du Fossoyeur   | 379 m       | 281 m        | 660 m                      |

## Médias
Le roman Le crime de Loyasse de Bernard Domeyne débute par la découverte d'un corps dans le fort, histoire inventée pour le livre.
Une scène du film Lucie Aubrac (1997) de Claude Berri a été tournée au fort de Loyasse.